# Озаровский, Александр Эрастович
Александр Эрастович Озаро́вский (14 (26) августа 1861 — 1925, Королевство Сербов, Хорватов и Словенцев) — генерал-майор, орденоносец, участник Первой мировой войны, преподаватель Константиновского артиллерийского училища, автор «Краткой исторической памятки „дворян“ и „константиновцев“». 

## Биография
Образование получил во 2-й Московской военной гимназии.
В службу вступил 30 августа 1879 года. 
8 августа 1881 года окончил 1-е Павловское военное училище, после которого выпущен в звании прапорщика в Николаевскую крепость. 
С 8 августа 1884 года в звании подпоручика. 
С 8 августа 1885 года поручик. 
С 13 декабря 1892 года штабс-капитан. 
С 6 июня 1896 года штабс-капитан гвардии. 
Командир полубатареи 1-й батареи Константиновского артиллерийского училища, староста церкви при этом же училище. 
Проживал в доме № 17 по Забалканскому (ныне Московскому) проспекту.
С 6 июня 1900 года подполковник. 
Окончил офицерскую артиллерийскую школу с оценкой «успешно». 
С 7 июня 1908 года по 3 августа 1911 года — командир 4-й батареи 24-й артиллерийской бригады. 
С 3 августа 1911 года полковник (звание получил за отличие). 
С  3 августа по 15 сентября 1911 года — командир 1-го дивизиона 36-й артиллерийской бригады. 
С 15 сентября 1911 года командир 22-го артиллерийского дивизиона. 
Участник Первой мировой войны. 
С 6 июня 1915 года командир 1-й Финляндской артиллерийской бригады. 
С 6 ноября 1915 года по 1917 год — командир 1-й Финляндской стр. арт. бригады.
С 3 марта 1916 года генерал-майор (звание получил за отличие в делах). 
Кавалер орденов Святого Станислава 2-й степени (1897 год), Святой Анны 2-й степени (1901 год), Святого Владимира 4-й степени (1904 год).
Точное место и время смерти неизвестно. Погребён на загребском кладбище Мирогой; могила не сохранилась, есть мемориальная доска в русской часовне кладбища.

## Цитаты
«Бог даст, не за горами то время, когда … на музеи станут смотреть как на необходимую официальную принадлежность каждой войсковой части. Польза от этого получится двоякая: во-первых, каждая часть, создавшая такой музей, более или менее реально выяснит черты своей физиономии, если позволите так выразиться, облечёт вещественными доказательствами свои заветы, предания, традиции и историю; во-вторых, эти музеи будут служить постоянной связью между каждой отдельной личностью данной части и самой частью. Это будет цемент, который сплотит все общество офицеров части воедино». 
— А.Э. фон-Озаровский. Статья «Еще раз о полковых музеях и архивах»

## Семья
Отец — военный, офицер. Служил в Тифлисе, Санкт-Петербурге.
- Юрий Эрастович Озаровский — брат, драматический актёр, педагог, театровед, режиссёр Александринского театра.

- Ольга Эрастовна Озаровская — сестра, исполнительница северных народных сказок, собирательница фольклора. Обнаружила и «открыла» миру сказительницу былин Марью Дмитриевну Кривополенову

- Озаровский, Василько Васильевич — племянник, советский серпентолог, впервые получивший приплод в неволе от эфы и гюрзы

- Озаровский, Николай Юрьевич — внучатый племянник, военный историк, капитан 1 ранга,  автор книги «Линкоры Ладоги»